# Distribuição (farmacologia)
Distribuição é  a passagem que ocorre da corrente sanguínea para líquido intersticial e intracelular, essa passagem pode ser afetada por fatores fisiológicos e pelas propriedades físico-quimicas da substância, isso ocorre porque substâncias menos lipossolúveis têm mais dificuldade de atravessar as membranas biológicas, com isso acaba sofrendo restrições na distribuição. O contrário ocorre a substâncias muito lipossolúveis, que podem até acumular em tecidos adiposos o que prolonga a permanência do fármaco no organismo, além disso, a ligação com as proteínas pode alterar a distribuição do fármaco e limitar o acesso a locais de ação intracelular. Órgão com boa perfusão recebem a maior quantidade de fármaco.